# 광주송정초등학교
광주송정초등학교(廣州松亭初等學校)는 대한민국 경기도 광주시에 있는 공립 초등학교이다.

## 연혁
- 2021년 3월 1일 : 개교